# 新塞利夫卡 (沃茲涅先斯克區)
47°38′13″N 30°53′19″E / 47.63694°N 30.88861°E
新塞利夫卡（烏克蘭語：Новоселівка）是烏克蘭南部的村莊，由尼古拉耶夫州沃茲涅先斯克區的多馬尼夫卡市鎮負責管轄。該村面積0.86平方公里，海拔高度74米，2001年人口188，人口密度每平方公里218.6人。